# حسن كوهر الحائري
الميرزا حسن گوهر بن علي الحائري القراچه داغي (ت. 1266 هـ). هو رجل دين وفقيه شيعي إيراني (آذري) كان من أبرز تلامذة أحمد بن زين الدين الأحسائي وكاظم الرشتي، وكانت له الزعامة الدينية لأتباع الأحسائي المعروفين بالشيخية.(1) غير أنَّ كثيراً من علماء الشيعة الناقدين للشيخية يُجلُّونه ويحترمونه لأنه يعتقد بأن عقائد الأحسائي في المعاد والمعراج - والتي هي من أبرز نقاط الخلاف بين الشيخية وبقية الشيعة الإثني عشرية - لا تختلف عن أقوال بقية علماء الشيعة كما نقل القول بذلك محسن الأمين عن آغا بزرگ الطهراني: ”قد يُظن أنه على طريقتهم، ولكن صاحب الذريعة يقول أنه كان من المتشرعة، وكان يعتقد موافقة أستاذه الشيخ أحمد للمتشرعة في مسألتي المعاد والمعراج“.

## أساتذته
من أساتذته في النجف:
| - أحمد بن زين الدين الأحسائي. - موسى بن جعفر كاشف الغطاء. - علي الرشتي | - عبد الله شبر. - حسن بن حسين العصفور. - كاظم الرشتي. |

## تلامذته
ذكر الإحقاقي في ترجمته لگوهر عدداً من أبرز تلامذته:
| - محمد باقر بن محمد سليم الاسكوئي. - حسين بن علي الخسروشاهي. - أحمد بن الحسين المشهور بشكر النجفي. | - علي بن رحيم الخوئي الحائري. - محمد أبو خمسين الأحسائي. |

## وفاته
في آخر سنة من عمره سافر لزيارة المقدسات الإسلامية في مكة والمدينة المنورة، فتوفي بمكة سنة 1266 هـ على ما حكاه الإحقاقي في مقدمته على كتاب شرح حياة الأرواح، وقد ذكر عمر كحالة في المعجم نقلاً عن أعلام الشيعة لآغا بزرگ الطهراني أن وفاته كانت بعد سنة 1261 هـ، ولم يحدد سنة وفاته لعدم إطلاعه على ذلك حسب الظاهر.

## مؤلفاته
من مؤلفاته:
| - شرح حياة الأرواح. هو شرح على كتاب حياة الأرواح الذي ألفه محمد جعفر الأسترآبادي استشكالاً على أحمد بن زين الدين الأحسائي، وقد قام الشارح بالرد على الماتن في شرحه هذا. - مخازن جواهر أسرار التنزيل. ذكره آغا بزرك الطهراني في الذريعة بهذا العنوان، فيما اكتفى الإحقاقي بذكره بعنوان المخازن، قائلاً عنه: ”المخازن في حكمة أهل بيت النبوة والرسالة“. - شرح خطبة الرضا عليه السلام في التوحيد. شرحٌ على خطبة علي بن موسى الرضا في التوحيد والتي أوّلها: ”أول عبادة الله تعالى معرفته، وأصل معرفه الله توحيده..“. - الوجيزة. ذكر الطهراني هذه الرسالة موضحاً أنها في الصلاة، ولم يذكرها الإحقاقي. | - لمعات أنوار الهداية. ذكره بهذا العنوان عمر كحالة في المعجم، فيما ذكره الإحقاقي بعنوان اللمعات في مقدمته على كتاب شرح حياة الأرواح. بينما الطهراني ذكره في الذريعة بعنوان اللمعات وقال في التوضيح: ”هو لمعات أنوار الهداية والرشاد في المبدأ والمعاد“. - البراهين الساطعة في المبدأ والمعاد. - رسالة في الصوم. - رسالة عملية. رسالة عملية في الأحكام والمسائل الفقهية؛ موجهة لعمل مقلديه. - رسائل أخرى متفرّقة.(2) |

## الهوامش
- 1 - انقسم الشيخية إلى قسمين؛ الكرمانية وهم أتباع محمد كريم خان الكرماني، والإسكوئية أتباع حسن گوهر الحائري الذين صاروا يعرفون فيما بعد بالإحقاقية نسبة إلى موسى الإحقاقي. وأتباع القسم الثاني بشكل عام يرفضون لقب (الشيخية) ويصرون على أنهم لا يختلفون عقائدياً مع بقية الشيعة الإثني عشرية، وهم أقرب إلى بقية الشيعة من القسم الأول.
- 2 - من الرسائل الأخرى التي ذكرها الإحقاقي في مقدمته على كتاب شرح حياة الأرواح: رسالة في تفسير الآية السادسة والثمانين من سورة النحل، ورسالة في أجوبة مسائل متفرقة كتبها بأمر أستاذه الأحسائي، ورسالة في توجيه الكلمات، وقد ذكرها محسن الأمين: ”رسالة في توجيه كلمات الشيخ أحمد الأحسائي، وإثبات موافقته للمتشرعة إلَّا كلامه في شرح الزيارة فإنه اعترف بالعجز عن توجيهه“، ورسالة في الرد على كريم خان الكرماني، التي وصفها الأمين بقوله ”رسالة في إثبات انحراف الحاج كريم خان وإضلاله“،[14] ورسالة في جواب اعتراضات محمد جعفر الاسترآبادي.[15]